# Muhammad Fuad Abdul Baqi
Muḥammad Fu'ād ʿAbd al-Baqī, né en mars 1882 à Mit Halfa et mort à le 2 février 1968 à Le Caire, est un érudit égyptien prolifique de l'islam, un poète et un traducteur du français et de l'anglais. Il rédige et compile de nombreux livres liés au Coran et à la sunna, y compris des indices qui donnent au lecteur accès au hadith du prophète Mahomet.
En tant que rédacteur en chef, sa publication du Caire de 1955 fournit la classification thématique standard du texte arabe des hadiths dans Sahih Muslim. L'ouvrage est réimprimé plusieurs fois. Sa publication 1952-1953 en deux volumes fournit la norme pour Sunan ibn Majah.